# Социологический журнал
Социологи́ческий журна́л — российский научный журнал по социологии.

## История
Журнал создан в 1994 году доктором философских наук, профессором Г. С. Батыгиным. Выходит 4 раза в год — поквартально.
Основные разделы: теория, методология и история социологии, результаты массовых опросов и монографических исследований, обзоры новейшей российской и зарубежной литературы по социологии.
Журнал включён в список научных журналов ВАК, а также в международные системы цитирования: Scopus, RSCI.

## Главные редакторы
- д.филос.н. Г. С. Батыгин (1994—2003)
- д.филос.н. В. А. Ядов (2003—2015)
- д.соц.н. П. М. Козырева (с 2015)

## Редакционная коллегия
В состав редколлегии входят: Ph.D. Д. Бари (США), к.соц.н. Т. Ю. Богомолова, Ф. Вельц (Австрия), акад. М. К. Горшков, д.филос.н. Б. З. Докторов (США), д.и.н. Л. М. Дробижева, к.филос.н. Л. А. Козлова (зам. главного редактора), д.соц.н. Д. Л. Константиновский, к.филос.н. М. А. Мануильский (зам. главного редактора), д.соц.н. А. Ю. Мягков, к.соц.н. О. А. Оберемко, к.т. н. А. А. Ослон, Э. Свидерски (Швейцария), к.пол.н. В. В. Фёдоров, д.филос.н. Б. М. Фирсов, член-корр. РАН М. Ф. Черныш, к.х.н. С. В. Чесноков (Израиль).

## Индексирование журнала
- Базае данных Scopus (CiteScore Q3, SJR Q2)
- Российской пул на платформе WoS (RSCI)
- В DOAJ
- Proquest
- ErihPlus
- РИНЦ
- Киберленинка

## Отзывы
В апреле 2014 года директор Наукометрического центра НИУ ВШЭ Иван Стерлигов во время XV Апрельской международной научной конференции «Модернизация науки и общества» сообщил, что в ходе исследования, проведённого учёными из НИУ ВШЭ путём экспертного опроса 47 социологов (выбранных 8 социологами «высшего уровня»), и последующего анализа 650 анкет по 55 социологическим журналам было выяснено, что журнал «Социологический журнал» был отнесён к числу наиболее известных и получил высшие оценки наряду с журналами «Экономическая социология», «Журнал социологии и социальной антропологии» и «Социология: 4М».